# Halbach-tömb

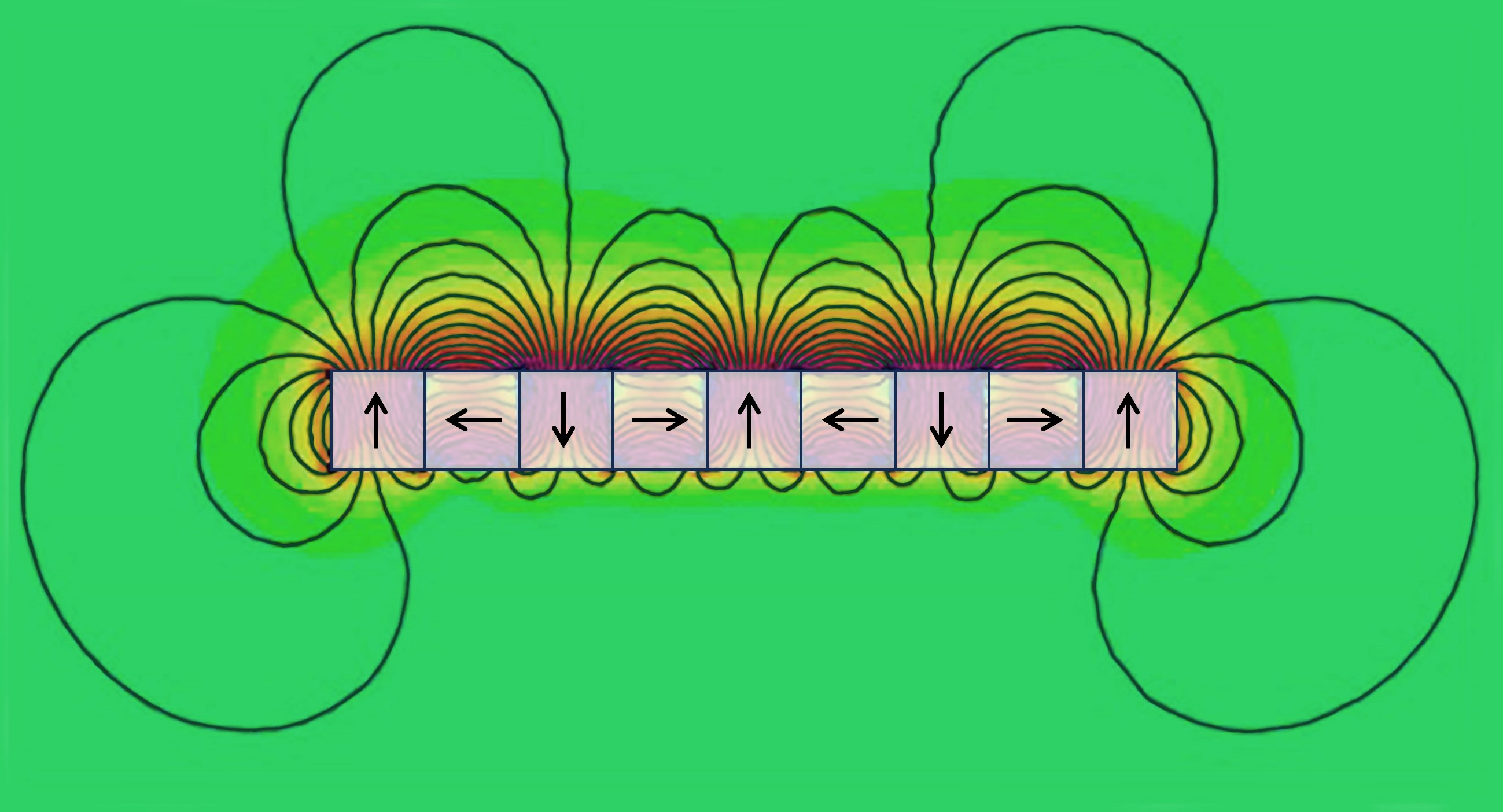
Mágneses erővonalak a Halbach-tömb keresztmetszetében. A nyilak az egyes szegmensek mágneses tájolását jelzik.

Öt állandó mágnesből álló Halbach-tömb. Itt a tömb alatt erős a mágneses tér, felette gyenge.

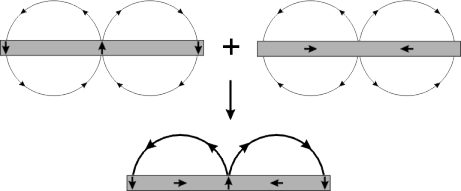
A kétfajta mágneses erőtér összege a féloldalas erőtér.

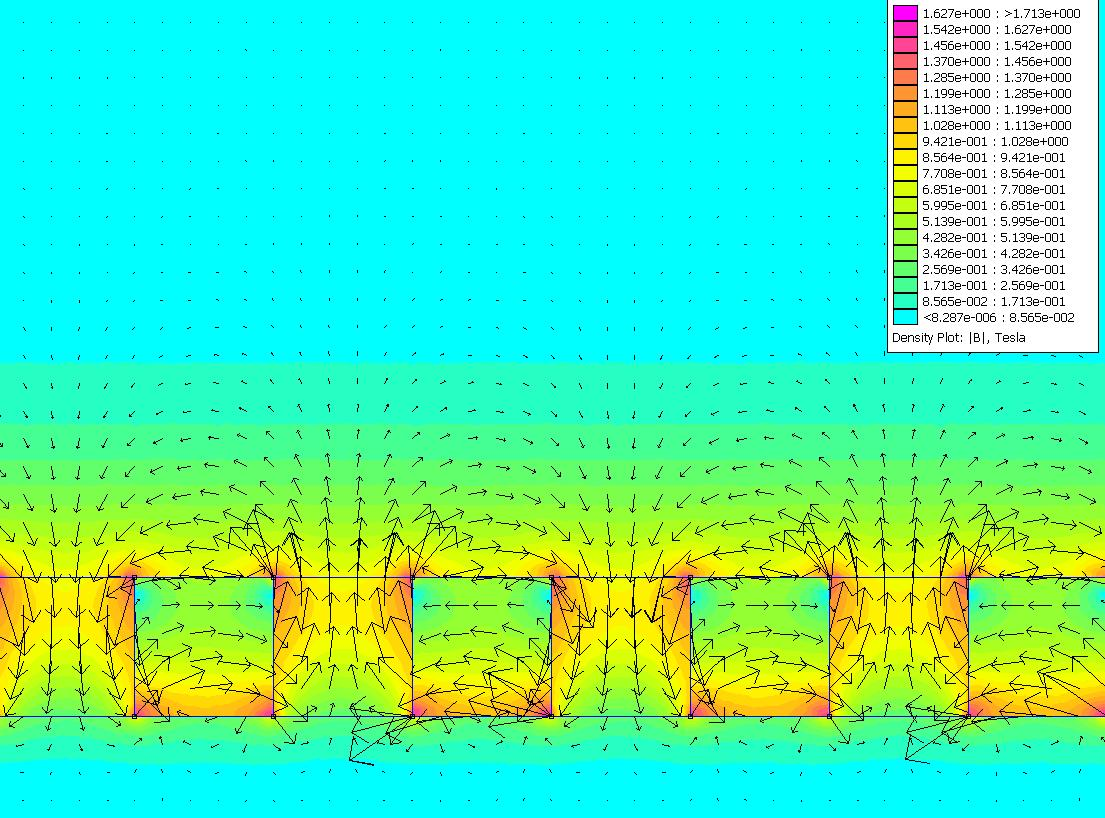
Mágneses erőtér egy végtelen széles Halbach-tömb egy darabja körül. Az erőtér nem nullázódik ki teljesen az külön mágnesek használata miatt.

A Halbach-tömb (angolul: Halbach array) az állandó mágnesek egy olyan konfigurációja, melyben az egyik oldalon a mágneses fluxus megszűnik, így a másik oldalon felerősödik. Az első ilyen speciális elrendezést Klaus Halbach, a Lawrence Berkeley National Laboratory kutatója találta meg 1980-ban (más vélemények szerint ezt már John C. Mallinson is leírta, még 1973-ban egyoldalú fluxus „one-sided flux“ néven).

### Működése
A Halbach-tömb szorosan egymás mellé rendezett permanens mágnesekből áll, melyek egymáshoz képest mindig 90°-kal kerülnek elforgatásra egy meghatározott mintázat szerint. A mágneses mezők így az egyik oldalon megdőlnek és közelebb kerülnek egymáshoz, ezáltal azon az oldalon növekszik a mágneses fluxus sűrűsége. Ugyanebből az okból a másik oldalon a fluxus sűrűsége csökken, vagy akár teljesen megszűnik.

### Alkalmazása
A Halbach-tömb alkalmazása jelentős áttörést eredményezett a mágneses lebegtetésű vasutaknál, mert ezáltal kiválthatóvá vált a Transrapid sok energiát felemésztő megoldása ugyanúgy, mint az SCMaglev mélyhűtött szupravezető-pályája. Az eljárás elsőként Inductrack néven a Virgin Hyperloop One esetén kerül majd felhasználásra, a technológiai megoldás jelenleg (2018) még fejlesztési fázisban van.
A tömböt a gyakorlatban gyakran alkalmazzák mágneses tábláknál és hűtőmágnesek esetén, mert így lényegesen kisebb mennyiségű mágneses anyag is ugyanazt a tartóerőt képes biztosítani. Generátorok és villanymotorok esetén is gyakran alkalmazzák az eljárást, de például részecskegyorsítókban vagy NMR-kísérleteknél is fel szokott bukkanni a neve.

## Változatai

### Lineáris elrendezés

Erőtér egy háromszöges elrendezésű hűtőmágnes körül.
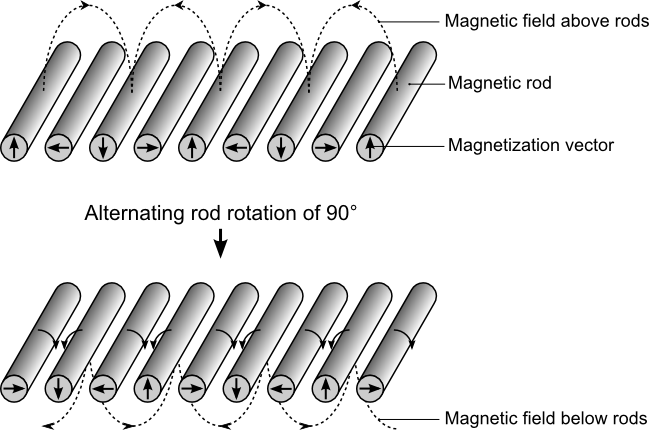
Változtatható erőtér. Az egyes mágnesek 90°-os elforgatásával az eredő erőtér átkerül a túloldalra.
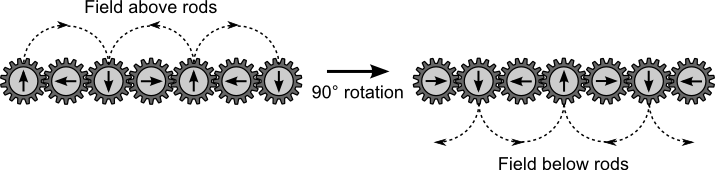
Hasonló megoldás fogaskerekes meghajtással. Itt a szomszédos mágnesek ellentétes irányba fordulnak.

### Egyéb elrendezések

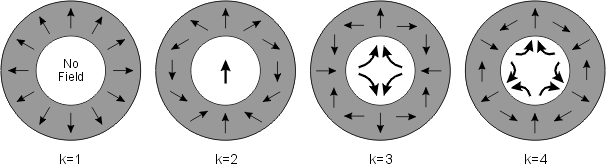
Különböző erőtér-elrendeződések egy mágneses csőben.
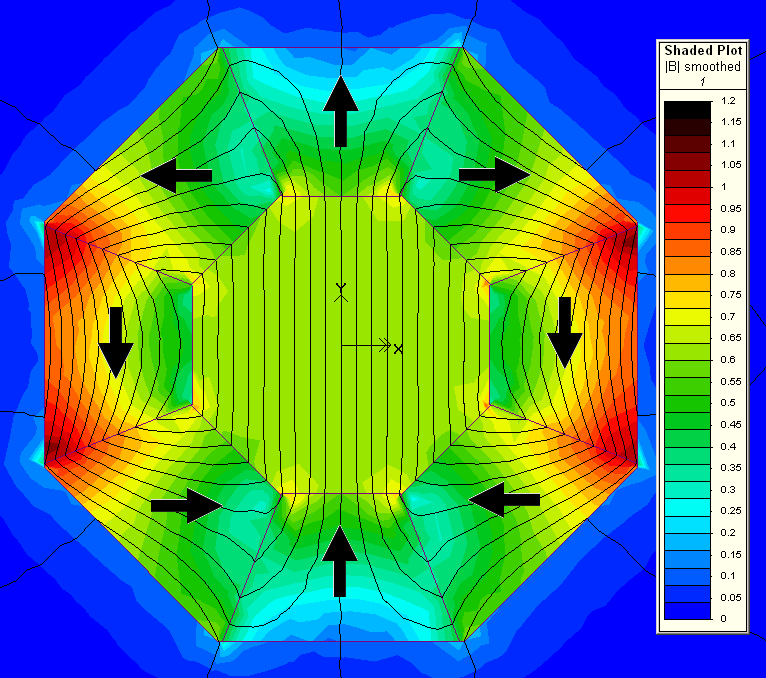
Egyenletes mágneses mező egy csőben.
Mágneses lebegtetés egy lapos Halbach-tömb és koncentrikus tekercsek használatával.

## Fordítás
- Ez a szócikk részben vagy egészben  a   Halbach-Array című angol Wikipédia-szócikk ezen változatának fordításán alapul.  Az eredeti cikk szerkesztőit annak laptörténete sorolja fel. Ez a jelzés csupán a megfogalmazás eredetét és a szerzői jogokat jelzi, nem szolgál a cikkben szereplő információk forrásmegjelöléseként.